# Quimbango
Quimbango é uma vila e comuna angolana que se localiza na província de Malanje, pertencente ao município de Luquembo.